# Jannik Vestergaard
Jannik Vestergaard (Hvidovre, 3 agosto 1992) è un calciatore danese di origine tedesca, difensore del Leicester City e della nazionale danese.

## Biografia
La madre di Jannik Vestergaard è originaria della Germania. Dopo la laurea, emigra dalla città natale di Krefeld, vivendo dapprima a Maastricht e poi a Copenaghen, dove la famiglia si stabilisce definitivamente.
Il nonno tedesco Hannes Schröers e lo zio tedesco Jan Schröers sono stati entrambi calciatori: il primo ha giocato anche per il Fortuna Düsseldorf, allora militante nella Oberliga, mentre il secondo ha militato nella giovanili del KFC Uerdingen e nella stagione 1989-1990 ha fatto parte anche della prima squadra, all'epoca in Bundesliga.

## Caratteristiche tecniche
Di ruolo difensore centrale, è forte nel gioco aereo (anche grazie alla sua altezza) ed è bravo in marcatura. Di piede mancino, ha anche una buona abilità con il pallone tra i piedi oltre che una buona visione di gioco. Ricorre frequentemente alla spazzata per liberare la propria area durante gli attacchi avversari.

## Carriera

### Club
Cresciuto nelle giovanili del Brøndby, nel 2010 è stato ingaggiato dall'Hoffenheim. Debutta in prima squadra il 16 aprile 2011 nel successo per 1-0 contro l'Eintracht Francoforte.
Il 27 gennaio 2015 si trasferisce al Werder Brema.
L'11 giugno 2016 viene prelevato dal Borussia M'gladbach.
Nel 2018 passa dai tedeschi del Borussia M'gladbach agli inglesi del Southampton.
Il 13 agosto 2021 passa al Leicester City per 18 milioni di sterline.

### Nazionale
Dopo avere giocato nelle selezioni giovanili danesi, il 14 agosto 2013 fa il suo esordio in nazionale maggiore nell'amichevole persa 3-2 contro la Polonia.
Il 17 novembre 2015 realizza la sua prima rete in nazionale maggiore in occasione del pareggio per 2-2 contro la Svezia nello spareggio di qualificazione a Euro 2016; tuttavia la sua rete viene vanificata dal fatto che. in virtù della sconfitta per 2-1 rimediata all'andata dai danesi in terra svedese, la sua nazionale abbia la peggio non riuscendo così a qualificarsi alla manifestazione continentale.
Convocato per i Mondiali 2018, i danesi vengono eliminati agli ottavi ai rigori dalla Croazia, con Vestergaard che non ha giocato nessuna delle 4 gare della sua nazionale.
Convocato anche per Euro 2020, questa volta è titolare della retroguardia danese (nonostante inizialmente fosse riserva), aiutando la sua nazionale a raggiungere la semifinale con buone prestazioni; in semifinale la Danimarca viene eliminata per 2-1 ai supplementari dall'Inghilterra.

## Statistiche

### Presenze e reti nei club
Statistiche aggiornate al 4 maggio 2024.
| Stagione                   | Squadra                    | Campionato                 | Campionato | Campionato | Coppe nazionali | Coppe nazionali | Coppe nazionali | Coppe continentali | Coppe continentali | Coppe continentali | Altre coppe | Altre coppe | Altre coppe | Totale | Totale | Totale |
| Stagione                   | Squadra                    | Comp                       | Pres       | Reti       | Comp            | Pres            | Reti            | Comp               | Pres               | Reti               | Comp        | Pres        | Reti        | Pres   | Reti   |        |
| -------------------------- | -------------------------- | -------------------------- | ---------- | ---------- | --------------- | --------------- | --------------- | ------------------ | ------------------ | ------------------ | ----------- | ----------- | ----------- | ------ | ------ | ------ |
| 2010-2011                  | Hoffenheim                 | BL                         | 1          | 0          | CG              | -               | -               | -                  | -                  | -                  | -           | -           | -           | 1      | 0      |        |
| 2011-2012                  | Hoffenheim                 | BL                         | 23         | 2          | CG              | 3               | 0               | -                  | -                  | -                  | -           | -           | -           | 26     | 2      |        |
| 2012-2013                  | Hoffenheim                 | BL                         | 16+2       | 0          | CG              | 1               | 0               | -                  | -                  | -                  | -           | -           | -           | 19     | 0      |        |
| 2013-2014                  | Hoffenheim                 | BL                         | 25         | 1          | CG              | 4               | 0               | -                  | -                  | -                  | -           | -           | -           | 29     | 1      |        |
| 2014-gen. 2015             | Hoffenheim                 | BL                         | 6          | 1          | CG              | 1               | 1               | -                  | -                  | -                  | -           | -           | -           | 7      | 2      |        |
| Totale Hoffenheim          | Totale Hoffenheim          | Totale Hoffenheim          | 71+2       | 4+0        |                 | 9               | 1               |                    | -                  | -                  |             | -           | -           | 82     | 5      |        |
| gen.-giu. 2015             | Werder Brema               | BL                         | 15         | 1          | CG              | 1               | 0               | -                  | -                  | -                  | -           | -           | -           | 16     | 1      |        |
| 2015-2016                  | Werder Brema               | BL                         | 33         | 2          | CG              | 5               | 1               | -                  | -                  | -                  | -           | -           | -           | 38     | 3      |        |
| Totale Werder Brema        | Totale Werder Brema        | Totale Werder Brema        | 48         | 3          |                 | 6               | 1               |                    | -                  | -                  |             | -           | -           | 54     | 4      |        |
| 2016-2017                  | Borussia M'gladbach        | BL                         | 34         | 4          | CG              | 5               | 0               | UCL+UEL            | 6+4                | 0                  | -           | -           | -           | 49     | 4      |        |
| 2017-2018                  | Borussia M'gladbach        | BL                         | 32         | 3          | CG              | 2               | 0               | -                  | -                  | -                  | -           | -           | -           | 34     | 3      |        |
| Totale Borussia M'gladbach | Totale Borussia M'gladbach | Totale Borussia M'gladbach | 66         | 7          |                 | 7               | 0               |                    | 10                 | 0                  |             | -           | -           | 83     | 7      |        |
| 2018-2019                  | Southampton                | PL                         | 23         | 0          | FACup+CdL       | 2+1             | 0               | -                  | -                  | -                  | -           | -           | -           | 26     | 0      |        |
| 2019-2020                  | Southampton                | PL                         | 19         | 1          | FACup+CdL       | 2+0             | 0               | -                  | -                  | -                  | -           | -           | -           | 21     | 1      |        |
| 2020-2021                  | Southampton                | PL                         | 30         | 3          | FACup+CdL       | 2+0             | 0               | -                  | -                  | -                  | -           | -           | -           | 32     | 3      |        |
| Totale Southampton         | Totale Southampton         | Totale Southampton         | 72         | 4          |                 | 7               | 0               |                    | -                  | -                  |             | -           | -           | 79     | 4      |        |
| 2021-2022                  | Leicester City             | PL                         | 10         | 0          | FACup+CdL       | 1+3             | 0               | UEL+UECL           | 3+3                | 0                  | -           | -           | -           | 20     | 0      |        |
| 2022-2023                  | Leicester City             | PL                         | 0          | 0          | FACup+CdL       | 1+2             | 0               | -                  | -                  | -                  | -           | -           | -           | 3      | 0      |        |
| 2023-2024                  | Leicester City             | FLC                        | 42         | 2          | FACup+CdL       | 2+0             | 0               | -                  | -                  | -                  | -           | -           | -           | 44     | 2      |        |
| Totale Leicester City      | Totale Leicester City      | Totale Leicester City      | 52         | 2          |                 | 9               | 0               |                    | 6                  | 0                  |             | -           | -           | 67     | 2      |        |
| Totale carriera            | Totale carriera            | Totale carriera            | 311        | 20         |                 | 38              | 2               |                    | 16                 | 0                  |             | -           | -           | 364    | 22     |        |

### Cronologia di presenze e reti in nazionale
| Cronologia completa delle presenze e delle reti in nazionale ― Danimarca | Cronologia completa delle presenze e delle reti in nazionale ― Danimarca | Cronologia completa delle presenze e delle reti in nazionale ― Danimarca | Cronologia completa delle presenze e delle reti in nazionale ― Danimarca | Cronologia completa delle presenze e delle reti in nazionale ― Danimarca | Cronologia completa delle presenze e delle reti in nazionale ― Danimarca | Cronologia completa delle presenze e delle reti in nazionale ― Danimarca | Cronologia completa delle presenze e delle reti in nazionale ― Danimarca |
| Data                                                                     | Città                                                                    | In casa                                                                  | Risultato                                                                | Ospiti                                                                   | Competizione                                                             | Reti                                                                     | Note                                                                     |
| ------------------------------------------------------------------------ | ------------------------------------------------------------------------ | ------------------------------------------------------------------------ | ------------------------------------------------------------------------ | ------------------------------------------------------------------------ | ------------------------------------------------------------------------ | ------------------------------------------------------------------------ | ------------------------------------------------------------------------ |
| 14-8-2013                                                                | Danzica                                                                  | Polonia                                                                  | 3 – 2                                                                    | Danimarca                                                                | Amichevole                                                               | -                                                                        | 64’                                                                      |
| 18-11-2014                                                               | Bucarest                                                                 | Romania                                                                  | 2 – 0                                                                    | Danimarca                                                                | Amichevole                                                               | -                                                                        | 46’                                                                      |
| 8-6-2015                                                                 | Viborg                                                                   | Danimarca                                                                | 2 – 1                                                                    | Montenegro                                                               | Amichevole                                                               | -                                                                        | 63’                                                                      |
| 11-10-2015                                                               | Copenaghen                                                               | Danimarca                                                                | 1 – 2                                                                    | Francia                                                                  | Amichevole                                                               | -                                                                        | 86’                                                                      |
| 17-11-2015                                                               | Copenaghen                                                               | Danimarca                                                                | 2 – 2                                                                    | Svezia                                                                   | Qual. Euro 2016                                                          | 1                                                                        | 84’                                                                      |
| 24-3-2016                                                                | Herning                                                                  | Danimarca                                                                | 2 – 1                                                                    | Islanda                                                                  | Amichevole                                                               | -                                                                        | 63’                                                                      |
| 3-6-2016                                                                 | Toyota                                                                   | Bosnia ed Erzegovina                                                     | 2 – 2 (4 – 3 dtr)                                                        | Danimarca                                                                | Kirin Cup                                                                | -                                                                        |                                                                          |
| 7-6-2016                                                                 | Suita                                                                    | Danimarca                                                                | 4 – 0                                                                    | Bulgaria                                                                 | Kirin Cup                                                                | -                                                                        |                                                                          |
| 31-8-2016                                                                | Horsens                                                                  | Danimarca                                                                | 5 – 0                                                                    | Liechtenstein                                                            | Amichevole                                                               | -                                                                        |                                                                          |
| 4-9-2016                                                                 | Copenaghen                                                               | Danimarca                                                                | 1 – 0                                                                    | Armenia                                                                  | Qual. Mondiali 2018                                                      | -                                                                        |                                                                          |
| 8-10-2016                                                                | Varsavia                                                                 | Polonia                                                                  | 3 – 2                                                                    | Danimarca                                                                | Qual. Mondiali 2018                                                      | -                                                                        | 82’                                                                      |
| 15-11-2016                                                               | Mladá Boleslav                                                           | Rep. Ceca                                                                | 1 – 1                                                                    | Danimarca                                                                | Amichevole                                                               | -                                                                        | 46’                                                                      |
| 26-3-2017                                                                | Cluj-Napoca                                                              | Romania                                                                  | 0 – 0                                                                    | Danimarca                                                                | Qual. Mondiali 2018                                                      | -                                                                        |                                                                          |
| 6-6-2017                                                                 | Brøndby                                                                  | Danimarca                                                                | 1 – 1                                                                    | Germania                                                                 | Amichevole                                                               | -                                                                        |                                                                          |
| 10-6-2017                                                                | Astana                                                                   | Kazakistan                                                               | 1 – 3                                                                    | Danimarca                                                                | Qual. Mondiali 2018                                                      | -                                                                        |                                                                          |
| 2-6-2018                                                                 | Stoccolma                                                                | Svezia                                                                   | 0 – 0                                                                    | Danimarca                                                                | Amichevole                                                               | -                                                                        | 63’                                                                      |
| 16-10-2018                                                               | Herning                                                                  | Danimarca                                                                | 2 – 0                                                                    | Austria                                                                  | Amichevole                                                               | -                                                                        |                                                                          |
| 7-10-2020                                                                | Herning                                                                  | Danimarca                                                                | 4 – 0                                                                    | Fær Øer                                                                  | Amichevole                                                               | -                                                                        |                                                                          |
| 14-10-2020                                                               | Londra                                                                   | Inghilterra                                                              | 0 – 1                                                                    | Danimarca                                                                | UEFA Nations League 2020-2021 - 1º turno                                 | -                                                                        | 74’                                                                      |
| 15-11-2020                                                               | Copenaghen                                                               | Danimarca                                                                | 2 – 1                                                                    | Islanda                                                                  | UEFA Nations League 2020-2021 - 1º turno                                 | -                                                                        |                                                                          |
| 28-3-2021                                                                | Herning                                                                  | Danimarca                                                                | 8 – 0                                                                    | Moldavia                                                                 | Qual. Mondiali 2022                                                      | -                                                                        |                                                                          |
| 2-6-2021                                                                 | Innsbruck                                                                | Germania                                                                 | 1 – 1                                                                    | Danimarca                                                                | Amichevole                                                               | -                                                                        |                                                                          |
| 12-6-2021                                                                | Copenaghen                                                               | Danimarca                                                                | 0 – 1                                                                    | Finlandia                                                                | Euro 2020 - 1º turno                                                     | -                                                                        | 63’                                                                      |
| 17-6-2021                                                                | Copenaghen                                                               | Danimarca                                                                | 1 – 2                                                                    | Belgio                                                                   | Euro 2020 - 1º turno                                                     | -                                                                        | 83’                                                                      |
| 21-6-2021                                                                | Copenaghen                                                               | Russia                                                                   | 1 – 4                                                                    | Danimarca                                                                | Euro 2020 - 1º turno                                                     | -                                                                        |                                                                          |
| 26-6-2021                                                                | Amsterdam                                                                | Galles                                                                   | 0 – 4                                                                    | Danimarca                                                                | Euro 2020 - Ottavi di finale                                             | -                                                                        |                                                                          |
| 3-7-2021                                                                 | Baku                                                                     | Rep. Ceca                                                                | 1 – 2                                                                    | Danimarca                                                                | Euro 2020 - Quarti di finale                                             | -                                                                        |                                                                          |
| 7-7-2021                                                                 | Londra                                                                   | Inghilterra                                                              | 2 – 1 dts                                                                | Danimarca                                                                | Euro 2020 - Semifinale                                                   | -                                                                        | 105’                                                                     |
| 9-10-2021                                                                | Chișinău                                                                 | Moldavia                                                                 | 0 – 4                                                                    | Danimarca                                                                | Qual. Mondiali 2022                                                      | -                                                                        | 46’                                                                      |
| 12-10-2021                                                               | Copenaghen                                                               | Danimarca                                                                | 1 – 0                                                                    | Austria                                                                  | Qual. Mondiali 2022                                                      | -                                                                        |                                                                          |
| 15-11-2021                                                               | Glasgow                                                                  | Scozia                                                                   | 2 – 0                                                                    | Danimarca                                                                | Qual. Mondiali 2022                                                      | -                                                                        |                                                                          |
| 26-3-2022                                                                | Amsterdam                                                                | Paesi Bassi                                                              | 4 – 2                                                                    | Danimarca                                                                | Amichevole                                                               | 1                                                                        | 37’ 77’                                                                  |
| 29-3-2022                                                                | Copenaghen                                                               | Danimarca                                                                | 3 – 0                                                                    | Serbia                                                                   | Amichevole                                                               | -                                                                        |                                                                          |
| 3-6-2022                                                                 | Saint-Denis                                                              | Francia                                                                  | 1 – 2                                                                    | Danimarca                                                                | UEFA Nations League 2022-2023 - 1º turno                                 | -                                                                        | 60’                                                                      |
| 6-6-2022                                                                 | Vienna                                                                   | Austria                                                                  | 1 – 2                                                                    | Danimarca                                                                | UEFA Nations League 2022-2023 - 1º turno                                 | -                                                                        | 52’                                                                      |
| 17-11-2023                                                               | Copenaghen                                                               | Danimarca                                                                | 2 – 1                                                                    | Slovenia                                                                 | Qual. Euro 2024                                                          | -                                                                        |                                                                          |
| 20-11-2023                                                               | Belfast                                                                  | Irlanda del Nord                                                         | 2 – 0                                                                    | Danimarca                                                                | Qual. Euro 2024                                                          | -                                                                        | 61’                                                                      |
| 23-3-2024                                                                | Copenaghen                                                               | Danimarca                                                                | 0 – 0                                                                    | Svizzera                                                                 | Amichevole                                                               | -                                                                        |                                                                          |
| 26-3-2024                                                                | Brøndbyvester                                                            | Danimarca                                                                | 2 – 0                                                                    | Fær Øer                                                                  | Amichevole                                                               | -                                                                        |                                                                          |
| 5-6-2024                                                                 | Copenaghen                                                               | Danimarca                                                                | 2 – 1                                                                    | Svezia                                                                   | Amichevole                                                               | -                                                                        |                                                                          |
| 8-6-2024                                                                 | Brøndbyvester                                                            | Danimarca                                                                | 3 – 1                                                                    | Norvegia                                                                 | Amichevole                                                               | 1                                                                        |                                                                          |
| 16-6-2024                                                                | Stoccarda                                                                | Slovenia                                                                 | 1 – 1                                                                    | Danimarca                                                                | Euro 2024 - 1º turno                                                     | -                                                                        |                                                                          |
| 20-6-2024                                                                | Francoforte sul Meno                                                     | Danimarca                                                                | 1 – 1                                                                    | Inghilterra                                                              | Euro 2024 - 1º turno                                                     | -                                                                        | 27’                                                                      |
| 25-6-2024                                                                | Monaco di Baviera                                                        | Danimarca                                                                | 0 – 0                                                                    | Serbia                                                                   | Euro 2024 - 1º turno                                                     | -                                                                        |                                                                          |
| 29-6-2024                                                                | Dortmund                                                                 | Germania                                                                 | 2 – 0                                                                    | Danimarca                                                                | Euro 2024 - Ottavi di finale                                             | -                                                                        |                                                                          |
| 5-9-2024                                                                 | Copenaghen                                                               | Danimarca                                                                | 2 – 0                                                                    | Svizzera                                                                 | UEFA Nations League 2024-2025 - 1º turno                                 | -                                                                        | 90+4’                                                                    |
| 8-9-2024                                                                 | Copenaghen                                                               | Danimarca                                                                | 2 – 0                                                                    | Serbia                                                                   | UEFA Nations League 2024-2025 - 1º turno                                 | -                                                                        |                                                                          |
| 12-10-2024                                                               | Murcia                                                                   | Spagna                                                                   | 1 – 0                                                                    | Danimarca                                                                | UEFA Nations League 2024-2025 - 1º turno                                 | -                                                                        |                                                                          |
| 15-10-2024                                                               | San Gallo                                                                | Svizzera                                                                 | 2 – 2                                                                    | Danimarca                                                                | UEFA Nations League 2024-2025 - 1º turno                                 | -                                                                        |                                                                          |
| 15-11-2024                                                               | Copenaghen                                                               | Danimarca                                                                | 1 – 2                                                                    | Spagna                                                                   | UEFA Nations League 2024-2025 - 1º turno                                 | -                                                                        |                                                                          |
| 18-11-2024                                                               | Leskovac                                                                 | Serbia                                                                   | 0 – 0                                                                    | Danimarca                                                                | UEFA Nations League 2024-2025 - 1º turno                                 | -                                                                        |                                                                          |
| 20-3-2025                                                                | Copenaghen                                                               | Danimarca                                                                | 1 – 0                                                                    | Portogallo                                                               | UEFA Nations League 2024-2025 - Quarti di finale                         | -                                                                        |                                                                          |
| 23-3-2025                                                                | Lisbona                                                                  | Portogallo                                                               | 5 – 2 dts                                                                | Danimarca                                                                | UEFA Nations League 2024-2025 - Quarti di finale                         | -                                                                        | 120+1’                                                                   |
| 7-6-2025                                                                 | Copenaghen                                                               | Danimarca                                                                | 2 – 1                                                                    | Irlanda del Nord                                                         | Amichevole                                                               | -                                                                        | 65’                                                                      |
| 10-6-2025                                                                | Odense                                                                   | Danimarca                                                                | 5 – 0                                                                    | Lituania                                                                 | Amichevole                                                               | -                                                                        |                                                                          |
| Totale                                                                   |                                                                          | Presenze                                                                 | 55                                                                       |                                                                          | Reti                                                                     | 3                                                                        |                                                                          |

## Palmarès

### Club

#### Competizioni nazionali
- Football League Championship: 1

Leicester City: 2023-2024

### Individuale
- Squadra del torneo degli Europei Under-21: 1

Rep. Ceca 2015